# Msza gołobrodych
 Msza gołobrodych – bizantyńska satyra z XIII wieku, anonimowego autora.
Msza gołobrodych (Akoluthía tu anosiú tragogené spanú tu uríu kaj eksuríu) jest bizantyńską satyrą z XIII wieku. Powstała w atmosferze karnawału bizantyńskiego, Brumaliów, w czasie których tłum obiegały fraszki i szydercze wierszyki. Celem satyry jest ówczesna osobistość, której obecnie niepodobna już zidentyfikować. Pogarda autora dla mężczyzn nie noszących brody, stanowi element obyczajowości bizantyńskiej, związany z dużym udziałem eunuchów w życiu Cesarstwa. Eunuchowie wskutek dokonanego na nich zabiegu nie mogli mieć zarostu, zarost - broda - był więc oznaką męskości. 
Gołobrodzi zostali odmalowani językiem jędrnym, a miejscami nawet nieprzyzwoitym. Obok wersji zachowanej istniała także wersja ustna, zapewne o wiele ostrzejsza i bardziej ordynarna, której ze zrozumiałych względów nie spisano. To co zostało utrwalone daje wystarczające wyobrażenie o swobodzie fraszek i facecji Brumaliów. Początek utworu został ujęty w formę pieśni religijnej. Satyra parodiuje mszę bizantyńską i kończy się aktem intercyzy, w której zostaje spisany posag w jaki ksiądz wyposaża swą córkę wydając ją za gołobrodego. Całość świadczy o pewnej laicyzacji życia w Bizancjum w XIII wieku. Autor wolał nie ujawniać swojego imienia.